# Pharoah Sanders
Pharoah Sanders, nascut Farrell Sanders (Little Rock, 13 d'octubre de 1940 - Los Angeles, 24 de setembre de 2022) fou un músic estatunidenc de jazz. Va destacar per la seva barreja d'estil de free jazz amb marcades línies rítmiques, sovint utilitzant percussions d'inspiració africana. A mitjans de la dècada dels anys seixanta va esdevenir membre dels grups de John Coltrane i és conegut per les seves tècniques de sobrebufat, harmonia i multifonia amb el saxofon. Va publicar més de trenta àlbums com a líder i va col·laborar amb músics com Leon Thomas, Alice Coltrane i Rinai Maurice, entre d'altres.
La música de Sanders s'ha categoritzat com a "jazz espiritual" a causa de la seva inspiració en conceptes de temàtica religiosa com el Karma i el Tawhid, i a la seva estètica meditativa. Aquest estil es considera una continuació del treball de Coltrane en àlbums com A Love Supreme. Com a resultat, Sanders és considerat un dels principals deixebles de Coltrane o, com va dir Albert Ayler, "Coltrane era el Pare, Pharoah era el Fill, jo soc l'Esperit Sant".

## Biografia
Durant la seva adolescència, Pharoah Sanders va estudiar piano amb el seu avi; més tard la bateria i el clarinet, i a partir dels setze anys, el saxo i la flauta.
Els seus inicis com a intèrpret musical van tenir lloc en algunes bandes locals de R&B, com les de Bobby Blue i Júnior Parker. L'any 1959 es va traslladar a Oakland, Califòrnia, per estudiar a l'Oakland Junior College, on va aconseguir tocar, quan només tenia dinou anys, amb Sonny Simmons, Dewey Redman, Ed Kelly (amb els qui acabaria formant el grup Little Rock) i amb Philly Joe Jones.
El 1961 es va traslladar a Nova York, on va destacar ràpidament entre els músics d'avantguarda de la ciutat que en aquella època practicaven el free jazz, com ara Don Cherry o Sun Ra. L'any 1963 va formar un grup amb el pianista John Hicks, el baixista Wilburt Ware i el bateria Billy Higgins.
El 1965 va esdevenir membre de la banda de John Coltrane, quan aquest va començar a adoptar el jazz d'avantguarda d'Albert Ayler, Sun Ra i Cecil Taylor. Sanders va gravar per primera vegada amb Coltrane al disc Ascension (gravat el juny de 1965), i més tard al seu àlbum Meditations (gravat el novembre de 1965). Sanders també va formar part de l'últim quintet de Coltrane, on solia tocar llargs i dissonants solos. L'estil posterior de Coltrane va estar influenciat per Sanders.
Encara que l'estil de Sanders es va desenvolupar de manera diferent, Sanders sempre va reconèixer la gran influència que va tenir en ell John Coltrane. Els elements espirituals, com els cants a Om, apareixerien més tard en moltes de les obres de Sanders. Sanders també va produir moltes peces de free jazz. El 1968 va participar en la gravació de l'àlbum de la Jazz Composer's Orchestra Association de Michael Mantler i Carla Bley, The Jazz Composer's Orchestra, amb Cecil Taylor, Don Cherry, Larry Coryell i Gato Barbieri.
El primer àlbum de Pharoah, Pharoah's First, no va resultar com ell esperava. Els músics que tocaven amb ell eren molt més directes que Sanders, fet que provocava que els solos que tocaven els altres músics quedessin una mica fora de lloc. A partir de 1966, Sanders va signar amb Impulse! i va gravar Tauhid aquell mateix any. Els seus anys amb Impulse! van cridar l'atenció tant dels afeccionats al jazz, com dels crítics i els músics, entre ells John Coltrane, Ornette Coleman i Albert Ayler.
La major part dels treballs més venuts de Sanders són de finals de la dècada de 1960 i principis de la de 1970 per a Impulse Records, inclosa l'ona de 30 minuts de free jazz The Creator has a Master Plan, de l'àlbum Karma. Aquesta composició incloïa la singular aportació del vocalista Leon Thomas i del soci musical clau de Sanders, el pianista Lonnie Liston Smith, que va treballar amb Sanders des del 1969 fins al 1971.
L'any 1987 va gravar Africa com a homenatge a la música de Coltrane.
El 2021 va publicar l'àlbum Promises amb el músic electrònic Sam Shepherd, més conegut pel seu sobrenom Floating Points, i l'Orquestra Simfònica de Londres.

## Defunció
Pharoah Sanders va morir la matinada del 24 de setembre del 2022, a la seva casa de Los Angeles, Califòrnia, envoltat de la seva família, després d'una breu malaltia.

## Discografia

### Com a líder
| Títol                                                                    | Gravació  | Publicació | Segell                |
| ------------------------------------------------------------------------ | --------- | ---------- | --------------------- |
| Pharoah's First (també publicat com a Pharoah i Pharoah Sanders Quintet) | 1964      | 1965       | ESP-Disk              |
| Tauhid                                                                   | 1966      | 1967       | Impulse!              |
| Karma                                                                    | 1969      | 1969       | Impulse!              |
| Jewels of Thought                                                        | 1969      | 1969       | Impulse!              |
| Deaf Dumb Blind (Summun Bukmun Umyun)                                    | 1970      | 1970       | Impulse!              |
| Thembi                                                                   | 1970-1971 | 1971       | Impulse!              |
| Black Unity                                                              | 1971      | 1971       | Impulse!              |
| Live at the East                                                         | 1971      | 1972       | Impulse!              |
| Wisdom Through Music                                                     | 1972      | 1972       | Impulse!              |
| Izipho Zam (My Gifts)                                                    | 1969      | 1973       | Strata-East           |
| Village of the Pharoahs                                                  | 1971-1973 | 1973       | Impulse!              |
| Love in Us All                                                           | 1973      | 1973       | Impulse!              |
| Elevation                                                                | 1973      | 1974       | Impulse!              |
| Pharoah                                                                  | 1976      | 1977       | India Navigation      |
| Love Will Find a Way                                                     | 1977      | 1977       | Aresta                |
| Journey to the One                                                       | 1979      | 1980       | Theresa               |
| Beyond a Dream                                                           | 1978      | 1981       | Aresta                |
| Rejoice                                                                  | 1981      | 1981       | Theresa               |
| Pharoah Sanders Live...                                                  | 1981      | 1982       | Theresa               |
| Heart Is a Melody                                                        | 1982      | 1983       | Theresa               |
| Shukuru                                                                  | 1981      | 1985       | Theresa               |
| Africa                                                                   | 1987      | 1987       | Timeless              |
| Oh Lord, Let Me Do No Wrong                                              | 1987      | 1987       | Doctor Jazz           |
| A Prayer Before Dawn                                                     | 1987      | 1987       | Theresa               |
| Moon Child                                                               | 1989      | 1989       | Timeless              |
| Welcome to Love                                                          | 1990      | 1991       | Timeless              |
| Crescent with Love                                                       | 1992      | 1992       | Evidence/Venus        |
| Ballads with Love                                                        | 1992      | 1994       | Venus                 |
| Naima                                                                    | 1992      | 1995       | Evidence              |
| Message from Home                                                        | 1996      | 1996       | Verve                 |
| Save Our Children                                                        | 1997      | 1999       | Verve                 |
| Spirits                                                                  | 2000      | 2000       | Meta                  |
| The Creator Has a Master Plan                                            | 2003      | 2003       | Venus                 |
| With a Heartbeat                                                         | 2003      | 2003       | Evolver Records       |
| In the Beginning 1963-1964 (compilació de 4 CD)                          | 1963-1964 | 2012       | ESP-Disk              |
| Live in Paris (1975) (Lost ORTF Recordings)                              | 1975      | 2020       | Transversales Disques |

### Com a acompanyant
Amb John Coltrane
- Ascension (Impulse!, 1965)
- Live in Seattle (Impulse!, 1965)
- Om (Impulse!, 1965)
- Kulu Sé Mama (Impulse!, 1965)
- Selflessness: Featuring My Favorite Things (Impulse!, 1965)
- Meditations (Impulse!, 1965)
- Live at the Village Vanguard Again! (Impulse!, 1966)
- Live In Japan (Impulse!, 1966)
- Offering: Live at Temple University (Impulse!, 1966)
- Expression (Impulse!, 1967)
- The Olatunji Concert: The Last Live Recording (Impulse!, 1967)

Amb Don Cherry
- Symphony for Improvisers (Blue Note, 1966)
- Where Is Brooklyn? (Blue Note, 1967)

Amb Alice Coltrane
- A Monastic Trio (Impulse!, 1968)
- Ptah, the El Daoud (Impulse!, 1970)
- Journey in Satchidananda (Impulse!, 1970)

Amb Kenny Garrett
- Beyond the Wall (Nonesuch, 2006)
- Sketches of MD: Live at the Iridium (Mack Avenue, 2008)

Amb Norman Connors
- Romantic Journey (Buddah 1977)
- This Is Your Life (Buddah 1978)
- Beyond a Dream (Novus 1981)
- Remember Who You Are (MoJazz 1993)

Amb Tisziji Muñoz
- Visiting This Planet (Anami Music, 1980's)
- River of Blood (Anami Music, 1997)
- Present Without a Trace (Anami Music, 1980's)
- Spirit World (Anami Music, 1997)
- Divine Radiance (Dreyfus/Anami Music, 2003)
- Divine Radiance Live! (Anami Music, 2013)
- Mountain Peak (Anami Music, 2014)

Amb McCoy Tyner
- Love & Peace (Trio 1982)
- Blues for Coltrane: A Tribute to John Coltrane (Impulse!, 1987)

Amb Randy Weston
- The Spirits of Our Ancestors (Verve 1992)
- Khepera (Verve 1998)

Amb altres
- 1964 - Sun Ra - Featuring Pharoah Sanders & Black Harold
- 1965 - Ornette Coleman - Chappaqua Suite (Columbia)
- 1968 - Michael Mantler - Jazz Composer's Orchestra - The Jazz Composer's Orchestra (JCOA)
- 1968 - Gary Bartz - Another Earth (Milestone)
- 1969 - Leon Thomas - Spirits Known and Unknown (Flying Dutchman)
- 1973 - Larry Young - Lawrence of Newark (Perception)
- 1978 - Ed Kelly - Ed Kelly & Friends (Theresa Records)
- 1979 - Hilton Ruiz - Fantasia (Denon)
- 1980 – Idris Muhammad – Kabsha (Theresa)
- 1984 – Benny Golson – This Is for You, John (Baystate)
- 1985 - Art Davis - Life
- 1991 - Sonny Sharrock - Ask the Ages (Axiom)
- 1992 - Ed Kelly - Ed Kelly and Pharoah Sanders (Evidence Records) with Robert Stewart (saxophonist)
- 1992 - New York Unit Over the Rainbow (Paddle Wheel)
- 1994 - Franklin Kiermyer - Solomon's Daughter
- 1994 - Bheki Mseleku - Timelessness (Verve)
- 1994 - Maleem Mahmoud Ghania - The Trance of Seven Colors (Axiom)
- 1995 - Aïyb Dieng - Rhythmagick
- 1996 - Jah Wobble - Heaven & Earth (Island)
- 1997 - Wallace Roney - Village (Warner Bros.)
- 1997 - Music Revelation Ensemble - Cross Fire (DIW)
- 1998 - Terry Callier - Time Peace (Verve)
- 2000 - Alex Blake - Now is the Time: Live at the Knitting Factory
- 2000 - Kahil El'Zabar's Ritual Trio - Africa N'Da Blues (Delmark)
- 2004 - David Murray - Gwotet (Justin Time)
- 2005 - Will Calhoun Native Lands
- 2008 - Sleep Walker - "Into the Sun" (on The Voyage)
- 2014 - Chicago Underground/São Paulo Underground - Spiral Mercury
- 2019 - Joey DeFrancesco - In the Key of the Universe
- 2021 - Floating Points i la London Symphony Orchestra - Promises